# Ronde Barber
Jamael Orondé Barber (Roanoke, Virginia, 7 de abril de 1975), más conocido como Ronde Barber, es un exjugador profesional estadounidense de fútbol americano que se desempeñó en la posición de cornerback en la National Football League (NFL). Es miembro del Salón de la Fama del Fútbol Americano Profesional.

## Carrera
Barber jugó como profesional 16 temporadas en Tampa Bay Buccaneers (1997-2012), equipo en el que se retiró.

## Reconocimiento
El 17 de enero de 2023, fue seleccionado para ser miembro del Salón de la Fama del Fútbol Americano Profesional.